# Dician
Dician ali cianogen je dinitril oksalne kisline s formulo (CN)2 ali N≡C-C≡N. Je brezbarven, zelo strupen, lahko vnetljiv in okolju nevaren plin z jedkim vonjem, podobnim vonju vodikovega cianida. V manjših količinah se nahaja v plavžnih plinih.
Cianogen se imenujejo tudi nekateri derivati, čeprav imajo samo eno CN skupino. Eden od njih je na primer cianogen bromid s formulo NCBr.
Dician je anhidrid oksamida
H2NC(O)C(O)NH2  →  NCCN  +  2 H2O
čeprav se oksamid pripravlja s hidrolizo diciana:
NCCN  +  2 H2O  →  H2NC(O)C(O)NH2

## Sinteza
Dician običajno nastaja iz cianidnih spojin. Ena od laboratorijskih metod za njegovo pripravo je termična razgradnja živosrebrovega(II) cianida:
2 Hg(CN)2 → (CN)2 + Hg2(CN)2
Druga možnost je reakcija bakrovih(II) soli, na primer bakrovega(II) sulfata, s cianidi. V reakciji nastane nestabilni bakrov(II) cianid, ki hitro razpade v bakrov(I) cianid in dician.
2 CuSO4 + 4 KCN → (CN)2 + 2 CuCN + 2 K2SO4
Industrijsko se proizvaja z oksidacijo vodikovega cianida, običajno s klorom na aktiviranem silicijevem dioksidu kot katalizatorju, ali dušikovim dioksidom na bakrovih soleh. Nastaja tudi iz dušika in acetilena med električnim iskrenjem.

## Paradician
Najboljši način za pripravo paradiciana (paracianogena) je segrevanje živosrebrovega(II) cianida. Pripravi se lahko tudi iz srebrovega cianida, srebrovega cianata, cianogenjodida ali cianur jodida in polimerizacijo diciana pri temperaturi 300-500 °C v prisotnosti sledov nečistoč. 
Paradician s segrevanjem na 800 °C pretvori nazaj v dician.  Struktura paradiciana je precej nepravilna z večino ogljikovih atomov v  sp2 stanju in lokaliziranimi področji pi konjugacije.

## Zgodovina
Dician je prvi sintetiziral Joseph Louis Gay-Lussac leta 1815, ki je tudi določil njegovo formulo in ga imenoval cianogen. Ime je sestavljeno iz grških besed κυανός (kyanós) - moder  in γεννάω (gennáo) – ustvariti. Modra barva je starejšega izvora: vodikov cianid je namreč prvi pripravil  švedski kemik Carl Wilhelm Scheele iz pigmenta prusko modro z idealizirano formulo  Fe7(CN)18. 
V 1850. letih so cianogensko milo začeli uporabljati fotografi za odstranjevanje sledov srebra s svojih rok. V poznem 19. stoletju so ga začeli uporabljati v industriji umetnih gnojil. Še vedno se uporablja za sintezo nekaterih umetnih gnojil in kot stabilizator v proizvodnji nitroceluloze.
Dician je zelo strupen. Ko so ga leta 1910 s spektroskopsko analizo odkrili v repu Halleyjevega kometa, je na Zemlji zavladal strah pred zastrupitvijo, če bi šla Zemlja skozi njegov rep. Zaradi izjemno difuzne zgradbe repa bi prehod Zemlje skozenj vsekakor ostal brez posledic.

## Varnost
Dician je zelo strupen, tako kot anorganski cianidi, ker se zlahka reducira v cianid. Cianid zastrupi citokrom c oksidazo in s tem prekine celično dihanje. Dician draži oči in dihala. Vdihavanje lahko povzroči glavobol, omotico, povečanje srčnega utripa, slabost, bruhanje, izgubo zavesti, krče in smrt. Smrtni odmerek pri dihanju je 100-150 mg. To pomeni, da se pri koncentraciji 900 ppm smrtni odmerek doseže po 10 minutah.
Dician ustvarja med zgorevanjem v kisiku drug najbolj vroč naravni plamen s temperaturo preko 4525 °C.  Najbolj vročega ustvarja dicianoacetilen (N≡C−C≡C−C≡N) -  4990 °C.